# Popis kuranskih sura
Islamska sveta knjiga Kuran je podijeljena na poglavlja, koja se nazivaju sure (jednina: sura), i ima ih 114. Sure se dalje dijele na ajete (stihove), koji mogu biti dužine od nekoliko riječi, redaka, a najduži zauzima cijelu stranicu Kurana. Po podrijetlu kuranske sure se dijele na mekanske i medinske.
| Redni broj | Naziv na arapskom (latinicom) | Naziv na arapskom (arapskim pismom) | Naziv na hrvatskom             | Broj ajeta | Podrijetlo | Glavne teme |
| ---------- | ----------------------------- | ----------------------------------- | ------------------------------ | ---------- | ---------- | --- |
| 1.         | Al-Fatiha                     | الفاتحة                             | Pristup                        | 7          | Meka       | - Temeljna načela Kurana i islama - Molitva za uputu na pravi put (uči se tijekom svakog namaza) |
| 2.         | Al-Bekara                     | البقرة                              | Krava                          | 286        | Medina     | - Primjeri iz života islamskih poslanika Musaa (Mojsija), Ibrahima (Abrahama) i njihovih naroda - Brojne vjerske i svjetovne pravne odredbe (molitva, etika, kupoprodaja, nasljedstvo i sl.) - Ajet Prijestolja (arap. Ajet al-Kursi), jedan od najznačajnijih ajeta u Kuranu, sažeto objašnjava Božja svojstva                                                                      |
| 3.         | Ali Imran                     | آل عمران                            | Obitelj Imranova               | 200        | Medina     | - Božja neupitna jednoća - Isusova ljudska priroda, opovrgavanje vjerovanja u Sina Božjega - Bitka na Uhudu |
| 4.         | An-Nisa                       | النسآء                              | Žene                           | 176        | Medina     | - Prava žena - Prava i obveze vjernika i vjernica i njihovi međusobni odnosi - Ratovanje i odnosi s pripadnicima drugih vjera - Opovrgavanje vjerovanja u Trojstvo |
| 5.         | Al-Maida                      | المائدة                             | Trpeza                         | 120        | Meka       | - Razni vjerski propisi (ishrana) - Iskrivljenje Biblije od strane židova i kršćana |
| 6.         | Al-Anam                       | الأنعام                             | Stoka                          | 165        | Meka       | - Božja svojstva i monoteizam - Uskrsnuće čovječanstva nakon Smaka svijeta, pakao i raj - Predislamska praznovjerja o životinjama |
| 7.         | Al-Araf                       | الأعراف                             | Zidine                         | 206        | Meka       | - Najdetaljnija kuranska pripovijest o stvaranju čovjeka, Ademu (Adam), Havi (Eva) i šejtanovoj prijevari - Pripovijesti o poslanicima: Nuhu (Noa), Hudu (Eber), Salihu, Šuajbu, te Musau (Mojsije), Harunu (Aron) i faraonu - Prijetnja paklenom patnjom onima koji slijede Šejtana i oglušuju se na Božje zapovijedi                                                               |
| 8.         | Al-Enfal                      | الأنفال                             | Plijen                         | 75         | Medina     | - Bitka na Bedru i požrtvovanje za vjeru - Tematski je u paru sa surom koja slijedi - At-Tevba |
| 9.         | At-Tevba                      | التوبة                              | Pokajanje                      | 129        | Medina     | - Sukob između vjernika i njihovih protivnika - Pohod na Tebuk |
| 10.        | Junus                         | يونس                                | Jona                           | 109        | Medina     | - Pripovijesti o prijašnjim poslanicima islama (uključujući i Junusa (Jona), po kome je sura dobila ime) - Razne vjerske pouke |
| 11.        | Hud                           | هود                                 | Hud (navodno biblijski Eber)   | 123        | Meka       | - Pripovijesti o prijašnjim poslanicima islama (uključujući i Huda, po kome je sura dobila ime) - Pravednost pri sklapanju ugovora |
| 12.        | Jusuf                         | يوسف                                | Josip                          | 111        | Meka       | - Jedina sura koja daje koherentnu, cjelovitu i kronološki ispričanu priču o životu Jusufa (Josip) u Egiptu (ostale kuranske sure se obično dotiču više tema, i nisu kronološki poredane) |
| 13.        | Ar-Rad                        | الرعد                               | Grom                           | 43         | Medina     | - Božja objava preko poslanika, i posljedice njenog neprihvatanja |
| 14.        | Ibrahim                       | إبراهيم                             | Abraham                        | 52         | Meka       | - Božja objava kao spas cijelom čovječanstvu - Događaji iz života poslanika Ibrahima (Abrahama), po kome je sura i dobila ime |
| 15.        | Al-Hidžr                      | الحجر                               | Kamenjar                       | 99         | Meka       | - Božja objava koja ne može biti uništena, niti izmijenjena - Slavljenje Boga |
| 16.        | An-Nahl                       | النحل                               | Pčele                          | 128        | Meka       | - Veličina Božjeg stvaranja (između ostalog i kroz primjer pčela) |
| 17.        | Al-Isra                       | الإسراء                             | Noćno putovanje                | 111        | Meka       | - Muhamedovo noćno putovanje (al-isra), jedno od njegovih čuda |
| 18.        | Al-Kehf                       | الكهف                               | Špilja                         | 110        | Meka       | - Poređenje života u predanosti Bogu i života u posvećenosti i privrženosti ovosvjetskim dobrima i bogatstvu, kroz poučne priče o: stanovnicima špilje (arap. Ashabi Kehf, po kojima je sura i dobila ime), bogatašu i siromahu, Mojsiju i faraonu, te o velikom vojskovođi Zul Karnejnu                                                                                             |
| 19.        | Merjem                        | مريم                                | Marija                         | 98         | Meka       | - Priče o Zekerijau (Zaharija) i sinu mu Jahji (Ivan Krstitelj), te o Merjem (Marija) i sinu joj Isau (Isusu) |
| 20.        | Ta-Ha                         | طه                                  | Ta-Ha                          | 135        | Meka       | - Priča o Mojsiju - Univerzalnost božanske poruke u svim objavljenim vjerama i knjigama |
| 21.        | Al-Enbija                     | الأنبياء                            | Vjerovjesnici                  | 112        | Meka       | - Božje osobine jednoće, jedinstvenosti i uzvišenosti - Kratke priče o islamskim vjerovjesnicima: Ibrahimu (Abraham), Nuhu (Noa), Davudu (David), Sulejmanu (Solomon), Ejubu (Job), Zekerijahu (Zaharija), Merjem (Marija, nije bila vjerovjesik, jer je žena) i Isau (Isus) |
| 22.        | Al-Hadždž                     | الحج                                | Hadž                           | 78         | Medina     | - Pozadina, propisi i odredbe o obredima hadža, hodočašća u Meku, koje je jedan od pet stupova islama |
| 23.        | Al-Muminun                    | المؤمنون‎                            | Vjernici                       | 118        | Meka       | - Prava vjera, nemogućnost vjerovanja u Boga bez vjerovanja u život polije smrti - Dokazi postojanja Svemogućeg Stvoritelja, i izvjesnost ljudskog polaganja računa pred Njim |
| 24.        | An-Nur                        | النور‎‎                               | Svjetlost                      | 64         | Medina     | - Međusobni odnosi muškaraca i žena, etičke smjernice o ovom pitanju - Ajet Svjetlosti (arap. Ajet an-Nur), mistični i ezoterični ajet o svjetlosti Božjoj, iznimne ljepote, koji je predmetom rasprave islamskih teologa i filozofa sve do danas |
| 25.        | Al-Furkan                     | الفرقان‎‎                             | Mjerilo dobra i zla            | 77         | Meka       | - Svrha svake božanske objave je da bude mjerilo dobra i zla, te tako pomogne ljudima u razlučivanju istih - Ljudska priroda Božjih poslanika i vjerovjesnika |
| 26.        | Aš-Šuara                      | الشعراء                             | Pjesnici                       | 227        | Meka       | - Priče iz života Božjih poslanika, te o propasti naroda koji su odbacivali svoje poslanike, te im prijetili smrću - Ljudska slabost na imetak i moć, koja odvodi od pokornosti Bogu |
| 27.        | An-Neml                       | النمل                               | Mravi                          | 93         | Meka       | - Priča o Sulejmanu (Solomon) i kraljici od Sabe |
| 28.        | Al-Kasas                      | القصص                               | Pripovijest                    | 88         | Meka       | - Pripovijest o događajima iz Musaovog (Mojsijevog) života |
| 29.        | Al-Ankebut                    | العنكبوت                            | Pauk                           | 69         | Meka       | - Poređenje lažnih vjerovanja s paukovom kućom (tj. paukovom mrežom), koja lako biva uništena |
| 30.        | Ar-Rum                        | الروم                               | Bizantinci                     | 60         | Meka       | - Predskazanje pobjede Bizantinaca nad Perzijom, 2. godine poslije Hidžre - Neobazrivost ljudi prema Božjoj moći ponovnog oživljavanja ljudi na Sudnjem danu |
| 31.        | Lukman                        | لقمان                               | Lukman                         | 34         | Meka       | - Priča o Mudrom Lukmanu, i njegovim savjetima sinu |
| 32.        | As-Sedžda                     | السجدة                              | Padanje ničice                 | 30         | Meka       | - Božje stvaranje i slanje objave ljudima - Sudnji dan |
| 33.        | Al-Ahzab                      | الأحزاب                             | Saveznici                      | 73         | Medina     | - Bitka na rovu, 5. godine po Hidžri, između muslimana i saveznika (pleme Kurejš, Židovi i druga paganska plemena) - Poslanik Muhamed i njegova obitelj |
| 34.        | Saba                          | سبأ                                 | Saba                           | 54         | Meka       | - Sabejsko kraljevstvo (Saba) kao primjer prolaznosti ljudske moći i slave - Značaj svijesti o Bogu |
| 35.        | Fatir                         | فاطر                                | Stvoritelj                     | 45         | Meka       | - Božja moć stvaranja i ponovnog oživljavanja umrlih na Sudnjem danu, te Njegova objava poslanicima |
| 36.        | Ja-Sin                        | يس                                  | Ja-Sin                         | 83         | Meka       | - Ljudska odgovornost pred Bogom, u životu i na Dan ponovnog oživljenja |
| 37.        | As-Saffat                     | الصافات                             | Redovi                         | 182        | Meka       | - Neupitnost ljudskog polaganja računa Bogu na Sudnjem danu - Stalna čovjekova potreba za polsaničkim vodstvom i priče o ranijim poslanicima |
| 38.        | Sad                           | ص                                   | Sad                            | 88         | Meka       | - Odbijanje Božje upute onih koji se brzo uzohole |
| 39.        | Az-Zumar                      | الزمر                               | Skupine                        | 75         | Meka       | - Primjeri Božje moći vidljivi u prirodi - Božji oprost svima koji se pokaju prije smrti - Alegorije o Sudnjem danu |
| 40.        | Al-Mumin                      | المؤمن                              | Vjernik                        | 85         | Meka       | - Čovjekova ljubav prema lažnim dobrima (bogatsvo, slava, moć), njegov lažni ponos i neposluh prema Božjoj uputi - Priče o ranijim poslanicima |
| 41.        | Fussilat                      | فصلت                                | Objašnjenje                    | 54         | Meka       | - Čovjekovo prihvatanje ili odbijanje Božje upute |
| 42.        | Aš-Šura                       | الشورى                              | Dogovaranje                    | 53         | Meka       | - Svi poslanici su dolazili ljudima s istom prukom o Jednom, Jedinom Bogu, te bi se ljudi koji su primali Božju uputu trebali smatrati jednom cjelinom - Čovjek će biti nagrađen ili kažnjen samo na osnovu svojih djela, po načelu uzroka i posljedice |
| 43.        | Az-Zuhruf                     | الزخرف                              | Ukras                          | 89         | Meka       | - Izjednačavati Boga s bilo kime donosi propast duhovnosti i razumu je neprihvatljivo - Ljudi koji slijepo slijede vjeru predaka |
| 44.        | Ad-Duhan                      | الدخان                              | Dim                            | 59         | Meka       | - Objava kudi ponos i gordost u ovosvjetskom životu |
| 45.        | Al-Džasija                    | الجاثية                             | Oni koji kleče                 | 37         | Meka       | - Ljudi će na Sudnjem danu biti ponovno oživljeni u poniznom stanju pred Bogom |
| 46.        | Al-Ahkaf                      | الأحقاف                             | Pješčane dine                  | 35         | Meka       | - Svo stvaranje Božje ima svoju svrhu - Svi koji poriču Istinu i Objavu naći će propast u onome u čemu vide svoje uporište - Pravovjerni trebaju iščekivati božansku pravdu strpljivo i ustrajno |
| 47.        | Muhammed                      | محمد                                | Muhamed                        | 38         | Medina     | - Poslanik Muhamed - Kazivanja o bitci na Bedru i borbi na Božjem putu |
| 48.        | Al-Feth                       | الفتح                               | Pobjeda                        | 29         | Medina     | - Kazivanja o Sporazumu na Hudejbiji, 6. godine po Hidžri (ožujak 628. godine), između Muhameda i njegovih sljedbenika ispred Medine, i plemena Kurejš ispred Meke, kojim je utemeljeno desetogodišnje primirje, i omogućeno hodočašće (hadž) muslimanima iz Medine u Meku |
| 49.        | Al-Hudžurat                   | الحجرات                             | Sobe                           | 18         | Medina     | - Norme društvenog ponašanja i međusobnog poštovanja, osobito prema Poslaniku i njegovoj obitelji - Svi vjernici su braća, ali i cijelo čovječanstvo - Razlika između iskrenog vjerovanja i pukog ispunjavanja vjerskih formalnosti |
| 50.        | Kaf                           | ق                                   | Kaf                            | 45         | Meka       | - Ponovno oživljenje na Sudnjem danu i čovjekova nemoć pred Božjim sudom - Bog je čovjeku bliži od njegove vratne žile kucavice - Kazivanja o nevjerničkim narodima, kao opomena nevjernicima u Meki, ali i podrška Poslaniku i vjernicima |
| 51.        | Ad-Darijat                    | الذاريات                            | Oni koji pušu                  | 60         | Meka       | - Božje zaklinjanje o istinitosti Sudnjega dana, patnje za nevjernike i nagrade za vjernike - Bog je čovjeku ponudio brojne dokaze o Sebi u Svome stvaranju - Kazivanje o posjetiteljima Ibrahimovim (Abrahamovim), kao i o Musau (Mojsiju), narodima Ad, Semud i narodu Nuhovom (Noah)                                                                                              |
| 52.        | At-Tur                        | الطور                               | Gora                           | 49         | Meka       | - Božje zaklinjanje u Sinajsku goru o istinitosti Sudnjega dana - Odgovori na prigovore mekanskih nevjernika Poslaniku, kao i uputa Poslaniku da ustraje u svojoj misiji i prenošenju Božje poruke, te da se uzda u Njegov sud - Blaženstvo vjernika nasuprot patnje u Paklu |
| 53.        | An-Nedžm                      | النجم                               | Zvijezda                       | 62         | Meka       | - Potvrda poslaničkim vizijama koje je imao Muhamed - Kazivanje o uznesenju Muhamedovom (Miradž) do nebeske konačne granice postojanja - Opovrgavanje idolopokloničkih tvrdnji o božicama i anđelima |
| 54.        | Al-Kamer                      | القمر                               | Mjesec                         | 55         | Meka       | - Opomena nevjernicima i ukazivanje Poslaniku na prijašnje nevjerničke narode, Sudnji dan i Božju moć |
| 55.        | Ar-Rahman                     | لرحمن                               | Milostivi                      | 78         | Medina     | - Sve je prolazno, osim lica Božjega - Opisi Božjih blagodati i rajskih užitaka uz refrensko pitanje "Pa, koju blagodat Gospodara svoga poričete?" |
| 56.        | Al-Vakia                      | ألواقعة                             | Događaj                        | 96         | Meka       | - Neizbježni događaj Sudnjeg dana - Opisi rajskih užitaka koji nikada neće prestati ili oskudijevati - Opisi jednog stanja nesretnika koji su kažnjeni Paklom |
| 57.        | Al-Hadid                      | الحديد                              | Željezo                        | 29         | Medina     | - Neizmjerno Božje znanje, moć i savršena svojstva - Smisao života na ovome svijetu i stanje vjernika koji su bili iskreni i licemjera na Sudnjemu danu |
| 58.        | Al-Mudžadela                  | المجادلة                            | Rasprava                       | 22         | Medina     | - Razvod braka - Vjerovanje, poricanje i licemjerje - Stav koji bi vjernici trebali imati prema nevjernicima |
| 59.        | Al-Hašr                       | الحشر                               | Progonstvo                     | 24         | Medina     | - Sukob između muslimana i židovskog plemena Benu Nadir iz Medine |
| 60.        | Al-Mumtahina                  | الممتحنة                            | Provjerena                     | 13         | Medina     | - Odnos vjernika prema nevjernicima |
| 61.        | As-Saff                       | الصف                                | Bojni red                      | 14         | Medina     | - Poziv vjernicima da usklade ono što pokazuju formalno sa stvarnim i iskrenim vjerovanjem |
| 62.        | Al-Džumua                     | الجمعة                              | Petak                          | 11         | Medina     | - Obavezna zajednička molitva svim muslimanima petkom - džuma-namaz |
| 63.        | Al-Munafikun                  | المنافقون                           | Licemjeri                      | 11         | Medina     | - Licemjerje u vjeri |
| 64.        | At-Tegabun                    | التغابن                             | Samoobrana                     | 18         | Medina     | - Poziv u vjeru, pokornost Bogu i promoviranje dobrote i pozitivnih vrijednosti |
| 65.        | At-Talak                      | الطلاق                              | Razvod braka                   | 12         | Medina     | - Razvod braka, period čekanja do ponovnog sklapanja braka i vezani propisi |
| 66.        | At-Tahrim                     | التحريم                             | Zabrana                        | 12         | Medina     | - Osvrti na osobni i obiteljski život Poslanika Muhameda |
| 67.        | Al-Mulk                       | الملك                               | Vlast                          | 30         | Meka       | - Čovjek sam je nemoćan razumjeti misterije univerzuma, zato mu je neophodna uputa kroz božansku objavu - Nitko nema pravo svoju volju nametati drugima, već samo ih pozivati i biti dobar primjer |
| 68.        | Al-Kalem                      | القلم                               | Pero za pisanje                | 52         | Meka       | - Božja pravda i Sudnji dan - Izazovi i upozorenja nevjernicima i onima koji cinično propituju vjeru i objavu, te odgovori na njihove smicalice - Obrana Poslanika pred nasrtajima nevjernika i podrška njemu |
| 69.        | Al-Hakka                      | الحاقة                              | Čas neizbježni                 | 52         | Meka       | - Kazne za nevjernike tijekom ovosvjetskog život - Sudnji dan i život poslije smrti - Potvrda istinitosti Kurana i Poslanika |
| 70.        | Al-Mearidž                    | المعارج                             | Stube                          | 44         | Meka       | - Grozote Sudnjega dana, osobito za nevjernike, kada nitko nikome neće niti moći niti željeti pomoći - Raj nije za nevjernike i oni će u vječnome životu biti posramljeni, oborenih pogleda |
| 71.        | Nuh                           | نوح                                 | Noa                            | 28         | Meka       | - Kazivanje o poslaniku Nuhu (Noa), i njegovom žaljenju Bogu jer njegov narod odbija poslušati sva upozorenja koja im on od Boga prenosi - Potop nevjerničkog naroda Nuhova |
| 72.        | Al-Džinn                      | الجن                                | Džinovi                        | 28         | Meka       | - Kazivanje o džinovima, nevidljivim duhovnim bićima stvorenima od vatre, kojima je također dana slobodna volja od Boga da izaberu vjernički ili nevjernički put. Ova sura govori o tome kako je skupina džinova odbacila lažne bogove i prihvatila islam od Muhameda. |
| 73.        | Al-Muzemmil                   | المزمل                              | Umotani                        | 20         | Meka       | - Bog se obraća Muhamedu i priprema ga za objavu i poslaničku misiju, te ga upućuje na bdijenje noću u molitvi, strpljenje i izdržljivost u teškoćama koje će mu njegova misija donijeti - Kao jedna od prvih sura, propisuje se Muhamedu da noću kroz molitvu ponavlja objavljeni tekst Kurana, koji je do tada bio kratak, pa ga je bilo moguće cijelog odrecitirati u jednoj noći |
| 74.        | Al-Muddessir                  | المدثر                              | Pokriveni                      | 56         | Meka       | - Kao jedna od prvih sura, poziva Muhameda na obavljanje svoje poslaničke dužnosti pozivanja ljudi u pravu vjeru, te se sažeto dotiče mnogih temeljnih istina i principa Kurana |
| 75.        | Al-Kijama                     | القيامة                             | Smak svijeta                   | 40         | Meka       | - Objašnjenje koncepta ponovnog oživljavanja (uskrsnuća) svih mrtvih na Sudnjemu danu od strane Boga, kako bi bio obavljen konačni sud |
| 76.        | Al-Insan                      | الإنسان                             | Čovjek                         | 31         | Medina     | - Rajske ljepote i užici |
| 77.        | Al-Mursalat                   | المرسلات                            | Poslani                        | 50         | Meka       | - Sudnji dan i stanje vjernika i onih koji su poricali toga dana |
| 78.        | An-Naba                       | النبأ                               | Vijest                         | 40         | Meka       | - Život poslije smrti - Dan ponovnog oživljenja i Božji sud toga dana |
| 79.        | An-Naziat                     | النازعات                            | Oni koji čupaju                | 46         | Meka       | - Utvrđivanje istinitosti Sudnjega dana i ponovnog oživljenja, te upozorenje onima koji utjeruju Poslanika u laž - Navođenje primjera iz života Musaa (Mojsija) i njegovog progonstva od strane faraona - Vrijeme Sudnjega dana poznato je samo Alahu, i nikome drugome, čak ni njegovu Poslaniku                                                                                    |
| 80.        | Abasa                         | عبس                                 | Namrštio se                    | 42         | Meka       | - Bog kritikuje Muhameda jer se namrštio i ignorirao slijepog čovjeka koji je došao da sluša o vjeri, a svoju pažnju je usmjerio prema bogatim glavešinama |
| 81.        | At-Takvir                     | التكوير                             | Pestanak sjaja                 | 29         | Meka       | |
| 82.        | Al-Infitar                    | الانفطار                            | Rascjepljenje                  | 19         | Meka       | |
| 83.        | Al-Mutaffifun                 | المطففين                            | Oni koji pri mjerenju zakidaju | 36         | Meka       | |
| 84.        | Al-Inšikak                    | الانشقاق                            | Cijepanje                      | 25         | Meka       | |
| 85.        | Al-Burudž                     | البروج                              | Sazviježđa                     | 22         | Meka       | |
| 86.        | At-Tarik                      | الطارق                              | Onaj koji kuca                 | 17         | Meka       | |
| 87.        | Al-Ala                        | الأعلى                              | Svevišnji                      | 19         | Meka       | |
| 88.        | Al-Gašija                     | الغاشية                             | Teška nevolja                  | 26         | Meka       | |
| 89.        | Al-Fedžr                      | الفجر                               | Zora                           | 30         | Meka       | |
| 90.        | Al-Beled                      | البلد                               | Grad                           | 20         | Meka       | |
| 91.        | Aš-Šems                       | الشمس                               | Sunce                          | 15         | Meka       | |
| 92.        | Al-Lejl                       | الشمس                               | Noć                            | 21         | Meka       | |
| 93.        | Ad-Duha                       | الضحى                               | Jutro                          | 11         | Meka       | |
| 94.        | Al-Inširah                    | الإنشراح                            | Širokogrudnost                 | 8          | Meka       | |
| 95.        | At-Tin                        | التين                               | Smokva                         | 8          | Meka       | |
| 96.        | Al-Alek                       | العلق                               | Ugrušak                        | 19         | Meka       | |
| 97.        | Al-Kadr                       | القدر                               | Sudbina                        | 5          | Meka       | |
| 98.        | Al-Bejjina                    | البينة                              | Dokaz jasni                    | 8          | Medina     | |
| 99.        | Az-Zilzal                     | الزلزل                              | Zemljotres                     | 8          | Medina     | |
| 100.       | Al-Adijat                     | العاديات                            | Oni koji jure                  | 11         | Meka       | |
| 101.       | Al-Karia                      | القارعة                             | Propast                        | 11         | Meka       | |
| 102.       | At-Tekasur                    | التكاثر                             | Nadmetanje                     | 8          | Meka       | |
| 103.       | Al-Asr                        | العصر                               | Vrijeme                        | 3          | Meka       | |
| 104.       | Al-Humaza                     | الهمزة                              | Klevetnik                      | 9          | Meka       | |
| 105.       | Al-Fil                        | الفيل                               | Slon                           | 5          | Meka       | |
| 106.       | Kurejš                        | قريش                                | Pleme Kurejš                   | 4          | Meka       | |
| 107.       | Al-Maun                       | الماعون                             | Davanje pomoći                 | 7          | Meka       | |
| 108.       | Al-Kevser                     | الكوثر                              | Obilje                         | 3          | Meka       | |
| 109.       | Al-Kafirun                    | الكوثر                              | Nevjernici                     | 6          | Meka       | |
| 110.       | An-Nasr                       | النصر                               | Pomoć                          | 3          | Medina     | |
| 111.       | Al-Leheb                      | اللهب                               | Plamen                         | 5          | Meka       | |
| 112.       | Al-Ihlas                      | الإخلاص                             | Iskrenost                      | 4          | Meka       | |
| 113.       | Al-Felek                      | الفلق                               | Svitanje                       | 5          | Meka       | |
| 114.       | An-Nas                        | الناس                               | Ljudi                          | 6          | Meka       | |